# Max Whitlock
Max Whitlock (ur. 13 stycznia 1993 w Hemel Hempstead) – brytyjski gimnastyk, trzykrotny złoty i trzykrotnie brązowy medalista igrzysk olimpijskich, trzykrotny mistrz świata, czterokrotny mistrz Europy, czterokrotny złoty medalista Igrzysk Wspólnoty Narodów, trzykrotny mistrz Europy juniorów, wielokrotny mistrz Wielkiej Brytanii.
Jest najbardziej utytułowanym gimnastykiem Wielkiej Brytanii w historii. Został odznaczony orderem Imperium Brytyjskiego.
Razem z żoną założył klub w Colchesterze i Southend-on-Sea, w którym pomaga dzieciom dostać się do najlepszych sportowców w gimnastyce.

## Igrzyska olimpijskie
Na igrzyskach zadebiutował w 2012 roku w Londynie, występując w pięciu konkurencjach. W zawodach drużynowych po udanych kwalifikacjach, gdzie zajął z reprezentacją Wielkiej Brytanii trzecie miejsce z wynikiem 272,420 punktów, zdobył swój pierwszy medal olimpijski. W finale z wynikiem 271,711 punktów zajął trzecie miejsce. Lepsi byli Chińczycy o 4,286 punktu i Japończycy o 0,241 punktu. Cztery dni później ponownie zdobył brązowy medal. Tym razem w ćwiczeniach na koniu z łękami. W finałowych zawodach przegrał tylko z Węgrem Krisztiánem Berkim i swoim rodakiem Louisem Smithem o 0,466 punktu. Udział w kwalifikacjach skończył w ćwiczeniach wolnych, ćwiczeniach na kółkach i na poręczach. Spośród tych trzech konkurencji najlepszy wynik osiągnął w ćwiczeniach wolnych, zajmują 14. pozycję z wynikiem 15,266 punktów.
Cztery lata później w Rio de Janeiro dnia 14 sierpnia sięgnął po swoje dwa pierwsze złote medale jednego dnia. W ćwiczeniach wolnych pokonał w finale reprezentantów gospodarzy Diego Hypólita o 0,1 punktu oraz Arthura Mariana o 0,2 punktu. Natomiast w finałowych występach w ćwiczeniach na koniu z łękami wygrał z Louisem Smithem o 0,133 punktu i Amerykaninem Alexandrem Naddourem o 0,266 punktu. Trzeci medal na tych igrzyskach zdobył w wieloboju indywidualnym, gdzie zajął trzecie miejsce. Lepsi okazali się Japończyk Kōhei Uchimura i Ukrainiec Ołeh Werniajew. W ćwiczeniach na kółkach, poręczach i drążku zakończył na kwalifikacjach.
Na igrzyskach olimpijskich w Tokio ponownie zdobył złoty medal w ćwiczeniach na koniu z łękami.

## Życie prywatne
Ma żonę Leah, która była trenerem w klubie. Jego trener jest również jego szwagrem.